# Wuda tibialis
Wuda tibialis là một loài tò vò trong họ Ichneumonidae.